# مارکت راسن
phone number area codeمارکت راسنlatitudeمارکت راسنlongitudeمارکت راسن
مارکت راسن (به انگلیسی: Market Rasen) یک شهرک در بریتانیا است که در لینکلن‌شر واقع شده‌است.

## خصوصیات
مارکت راسن ۳٬۲۳۰ نفر جمعیت دارد.

## خواهرخوانده
شهر Mamers خواهرخواندهٔ مارکت راسن هست.